# سان أنطونيو ستارز
سان أنطونيو ستارز (بالإنجليزية: San Antonio Stars)‏ هو فريق كرة سلة أمريكي للمحترفات، تأسس في سنة 1997 يقع في سان أنطونيو. يلعب في دوري الاتحاد الوطني لكرة السلة النسائية، ووصل النهائي في سنة 2008.

## وصلات خارجية
- الموقع الرسمي